# Овердрайв (звуковой эффект)

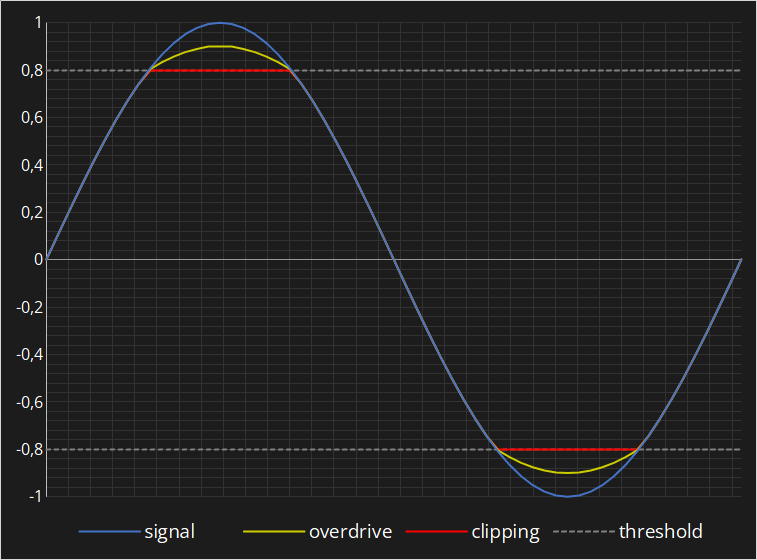
Сравнение эффектов клиппинга и овердрайва. Голубым цветом обозначен изначальный сигнал, желтым — овердрайв, а красным — клиппинг

Овердрайв (англ. overdrive — перегрузка) или перегруз — звуковой эффект, достигаемый искажением сигнала путём его «мягкого» ограничения по амплитуде, или соответствующее устройство.

## Принцип действия

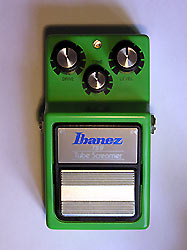
Овердрайв-педаль Ibanez Tube Screamer

Если говорить о природе происхождения, то овердрайв и дисторшн работают по одному физическому принципу: ограничение сигнала по амплитуде. В овердрайве это ограничение «мягкое», то есть верхушки синусоиды обрезаются не ровной линией, а плавными скруглениями. В дисторшне ограничение «жёсткое», то есть верхушки синусоиды просто ровно обрезаются.
Из-за «мягкого» ограничения выходной сигнал начинает искажаться пропорционально уровню входного сигнала. Таким образом, при использовании овердрайва для обработки гитарного сигнала можно подчеркнуть динамику звучания. В зависимости от силы удара по струнам будет меняться искажение гитарного сигнала, что кардинально отличается от дисторшна. Дисторшн искажает входной сигнал независимо от его уровня (амплитуды).

## Устройства
- AMEC KM-201K, KM-202K
- Marshall GUV'NOR и GV-2 GUV'NOR plus
- Boss OD-3 OverDrive
- Boss SD-1 Super OverDrive
- Danelectro FAB Overdrive
- Ibanez Tube Screamer
- Tubeline Td3
- EarthQuaker Devices Dunes
- Digitech Bad Monkey
- TC Electronic MojoMojo
- DOD OVERDRIVE 250